# Jules Goethals
Julius-Guillielmus Goethals (Gent 5 oktober 1855 - Aalst 10 juni 1918) was een Belgisch architect. Hij was gehuwd met Mevrouw Maria Callebaut en woonde tot 1883 in zijn geboortestad Gent, aan de Kleine Vismarkt. Toen verhuisde hij naar Aalst (Oost-Vlaanderen), waar hij het jaar daarvoor stadsarchitect was geworden. In 1883 werd hij er benoemd als Bestuurder van de Stedelijke Akademie voor Schone Kunsten.
Zijn werkterrein omvatte hoofdzakelijk herstellingen, vergrotingen, restauratie en bouw van kerken. Hij verwezenlijkte ook pastorijen, arbeiderswoningen, winkels, burgerhuizen en openbare gebouwen. Hij was voornamelijk actief in de provincie Oost-Vlaanderen, uitzonderlijk ook in de provincies West-Vlaanderen, Antwerpen en Vlaams-Brabant. Zijn zoon Emile Goethals die bij hem stage liep, werd eveneens architect.
Tijdens de Eerste Wereldoorlog overleed Jules Goethals na een langdurige ziekte, in afwezigheid van zijn zonen. Die verbleven op dat ogenblik elders voor de verdediging van hun vaderland.

## Werken (selectie)

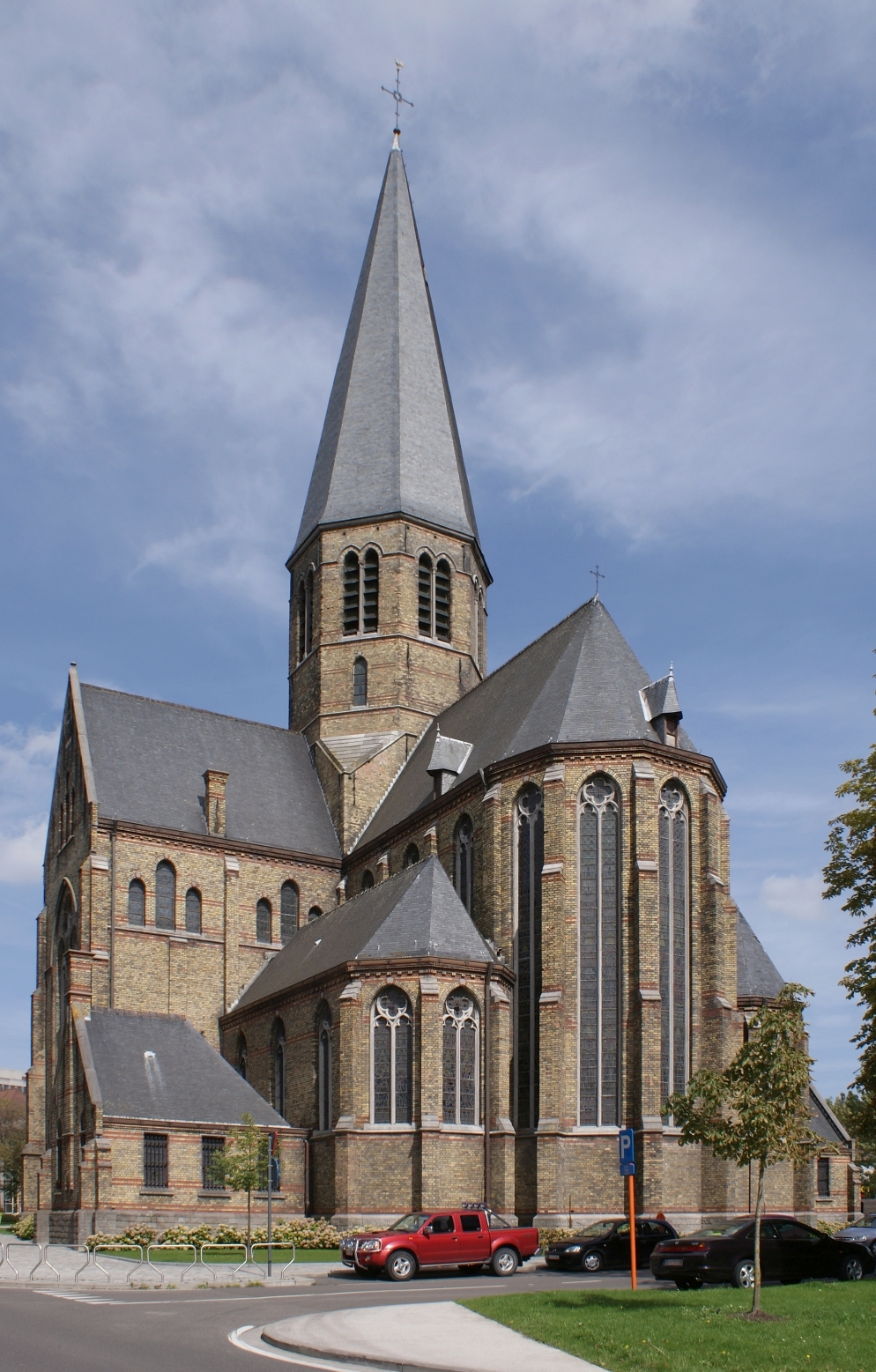
Onze-Lieve-Vrouw van Bijstandkerk te Aalst (anno 1902).

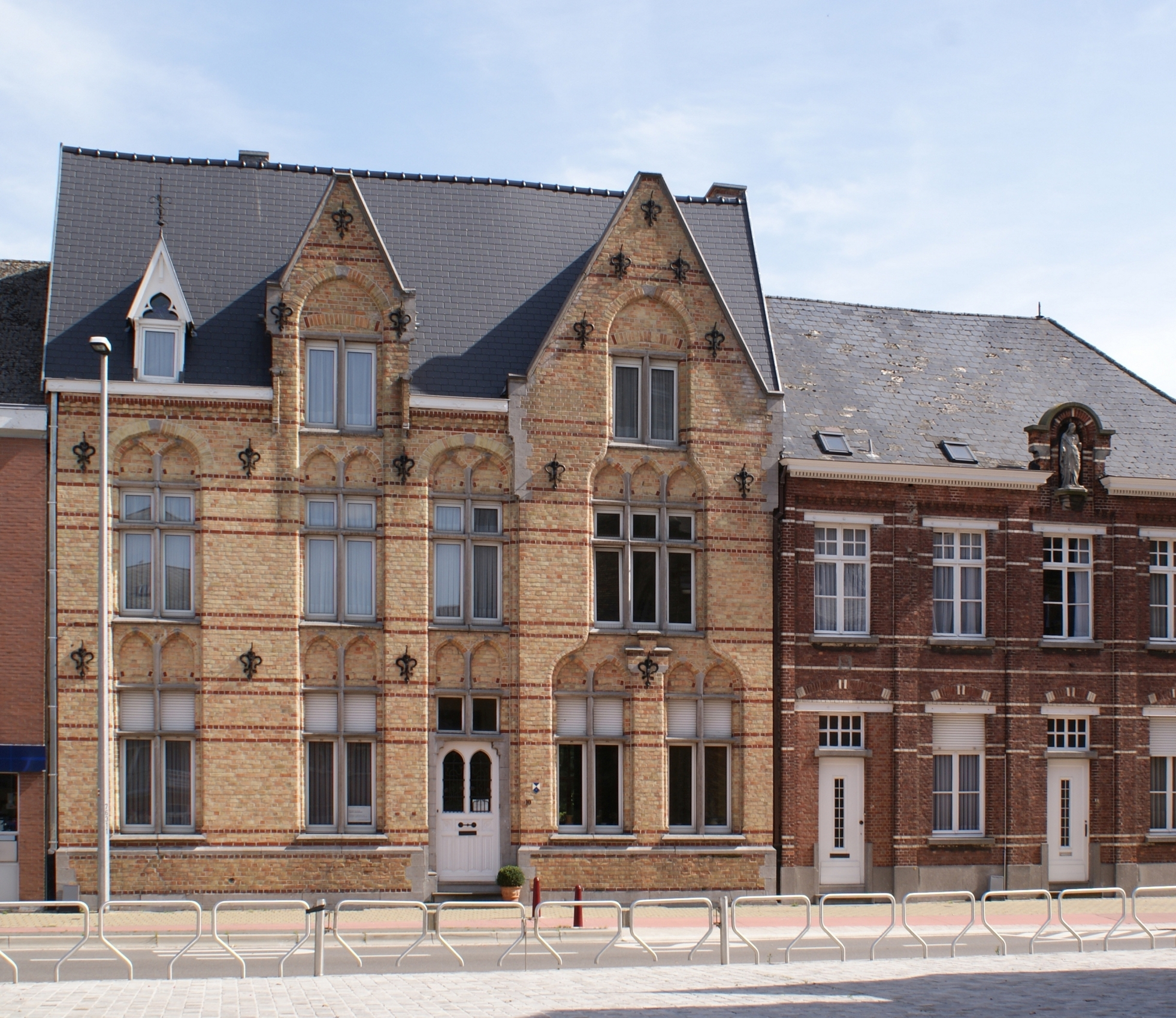
Pastorie te Aalst (Mijlbeek) (anno 1901-1902).

### Antwerpen
- ~1905: verbouwing van de oostelijke kloostervleugel van het Kapucijnenklooster te Meerle (Hoogstraten).
- 1907 ► 1909: Ontwerp en bouw van de neogotische Sint-Lambertuskerk te Beerse.

### Oost-Vlaanderen
- 1888: Bouw van een nieuwe voorgevel voor de Sint-Martinuskerk te Beveren.
- 1890: Bouw van de toren der Sint-Bartholomeüskerk te Hillegem (Herzele).
- 1891: Herstellingen en aanpassingen aan de Sint-Walburga-parochiekerk te Meldert (Aalst).
- 1894: Bouw van de Onze-Lieve-Vrouw van Meuleschettekapel te Aalst.
- 1894 ► 1895: Restauratie en verbouwing van de Sint-Amanduskerk te Iddergem (Denderleeuw).
- 1896: Afwerking van de monumentale toren van de kerk Onze-Lieve-Vrouw Bijstand der Christenen te Sint-Niklaas, naar de eigen plannen van Goethals.
- 1896 ► 1897: Verstrekkende aanpassing en restauratie (in neogotische stijl), alsook toevoeging van een kruisbeuk, zijkapellen en een portaal, aan de Sint-Martinuskerk te Lovendegem.
- 1897: Vergroting en restauratie van de gotische kerk van het Heilig Kruis te Stekene.
- 1897 ► 1898: Bouw van de Sint-Andrieskerk in neogotische stijl, te Strijpen (Zottegem).
- 1898: Aanpassing en restauratie van de Sint-Amanduskerk te Denderhoutem (Haaltert).
- 1898 ► 1902: Grondige restauratie van de Sint-Aldegondekerk te Mespelare (Dendermonde); nadien, in 1909: bouw van de pastorij.
- 1900 ► 1903: Restauratie van het interieur der Sint-Martinuskerk te Aalst.
- 1900 ► 1912: Parochiekerk "Sint-Niklaas van Tolentijn" in De Pinte. Vergroting van de kerk door bouw van een nieuw koor, kruisbeuk, schip, en ten slotte doopkapel.
- 1901: Herstellingswerken aan de pastorie van Denderbelle (Lebbeke).
- 1901: Godshuis "Tafel van de Heilige Geest" te Aalst: vergroting van de H. Geestkapel met twee traveeën en bouw van een nieuwe sacristie.
- 1901 ► 1903: Sint-Corneliuskerk te Aalter. Vergroting met twee traveeën en een doopkapel, verhoging van de toren met één verdieping.
- 1902: Belangrijke restauratie van de laatgotische Sint-Antoniuskerk (uit 1659) te Borsbeke (Herzele).
- 1902: Bouw van de parochiekerk en pastorij van Onze-Lieve-Vrouw van Altijddurende Bijstand te Aalst (wijk: Mijlbeek).
- 1903 ► 1904: Verhoging van de toren, restauratie van het koor en van de kruisbeuk in de parochiekerk van het Heilig Kruis te Lotenhulle (Aalter).
- 1903 ► 1905: Restauratie van de Onze-Lieve-Vrouw Geboortekerk te Bellem (Aalter).
- 1905: Bouw van het hospitaal op de Hertshaag (Aalst).
- 1906: Vergroting van de Sint-Pietersbandenkerk te Uitbergen (Berlare).
- 1907: Ontwerp en bouw van een pastorie in neotraditionele bouwstijl te Sinaai (Sint-Niklaas).
- 1907 ► 1908:  Herstellingen aan de toren van de Sint-Sebastiaanskerk te Michelbeke (Brakel).
- 1908: Wederopbouw van de Barbaratoren op - en restauratie van de Borse van Amsterdam op de Grote Markt te Aalst.
- 1910 ► 1911: Ontwerp en bouw van de Sint-Engelbertuskerk en van de bijhorende pastorij te Kieldrecht (Beveren).
- 1910 ► 1912: Vergroting, bouw van drie koren, een sacristie en een berging alsook vervanging van de daken der Onze-Lieve-Vrouw Hemelvaartkerk te Oudegem (Dendermonde).
- 1912: Bouw van de neogotische Sint-Amanduskerk (Eke) te Eke (Nazareth).
- 1912: Ontwerp van de Westertoren der Sint-Ursmaruskerk te Baasrode (Dendermonde). De eigenlijke bouw vond slechts plaats in 1921,  toen architect Goethals reeds overleden was.
- 1914: Vergroting en restauratie van de Sint-Petrus en Sint-Pauluskerk te Zulte.

### Vlaams-Brabant
- 1903: Bouw van de neogotische Sint-Gaugericuskerk (met invloeden van Scheldegotiek) te Pamel.

### West-Vlaanderen
- 1906: Vergroting van het schip met twee traveeën, bouw van een sacristie, herstelling van het koor, plaatsing van gotische ramen in de parochiekerk van Onze-Lieve-Vrouw te Pittem.
- 1909 ► 1912: Verbouwingen aan de Sint-Martinuskerk te Koekelare. Bouw van een achtzijdige toren, een kruisbeuk en drie koren.

- RKD-Nederlands Instituut voor Kunstgeschiedenis: 494097
- Union List of Artist Names: 500142387
- Virtual International Authority File: 96651708